# Han Lingdi
L'empereur Ling de Han (156 - 13 mai 189), de son nom personnel Liu Hong, était le 12e empereur de la dynastie des Han de l'Est. Né fils d'un petit marquis descendant directement de l'empereur Zhang (le troisième empereur des Han de l'Est), Liu Hong a été choisi pour être empereur en 168 vers l'âge de 12 ans après la mort de son prédécesseur, l'empereur Huan, qui n'avait pas de fils pour lui succéder. Il a régné pendant environ 21 ans jusqu'à sa mort en 189.
Le règne de l'empereur Ling a vu une prolifération d'eunuques corrompus dominant le gouvernement central Han, comme ce fut le cas pendant le règne de son prédécesseur. Zhang Rang, le chef de la faction eunuque, a réussi à dominer la scène politique après avoir vaincu une faction dirigée par le père de l'impératrice douairière Dou (en), Dou Wu, et l'érudit confucéen Chen Fan (en) en 168. Après avoir atteint l'âge adulte, l'empereur Ling ne s'intéressait pas aux affaires de l'État et préférait s'adonner aux femmes et à un style de vie décadent. Dans le même temps, des fonctionnaires corrompus du gouvernement Han ont prélevé de lourdes taxes sur les paysans. Il a exacerbé la situation en introduisant une pratique de vente de bureaux politiques contre de l'argent ; cette pratique a gravement endommagé le système de la fonction publique Han et conduit à une corruption généralisée. Les griefs croissants contre le gouvernement Han ont conduit à l'éclatement de la rébellion des Turbans jaunes dirigée par les paysans en 184.
Le règne de l'empereur Ling a laissé la dynastie des Han orientaux faible et au bord de l'effondrement. Après sa mort, l'Empire Han s'est désintégré dans le chaos pendant les décennies suivantes alors que divers chefs de guerre régionaux se sont battus pour le pouvoir et la domination (Voir Fin de la dynastie Han). La dynastie Han s'est terminée en 220 lorsque le fils de l'empereur Ling, l'empereur Xian, a abdiqué son trône - un événement qui a conduit au début de la période des Trois Royaumes en Chine.